# گمینا ووبیانکا
گمینا ووبیانکا (به لهستانی:  Gmina Łubianka) یک گمینا در لهستان است که در شهرستان تورونی واقع شده‌است. گمینا ووبیانکا ۸۴٫۶۴ کیلومتر مربع مساحت و ۵٬۷۳۴ نفر جمعیت دارد.